# Що впало, те пропало (роман)
«Що впало, те пропало» (англ. Finders Keepers) — роман американського письменника Стівена Кінга, друга частина трилогії, яка в хронології йде після роману «Містер Мерседес». Книга про вбивство письменника Джона Ротштейна,про його зниклі рукописи та вихід на волю вбивці після 35 років ув'язнення. Обкладинку книги вперше опубліковано на офіційному сайті Кінга 30 січня 2015, а 15 травня 2015  надруковано уривок роману в журналі «Entertainment Weekly» .

## Персонажі
- Білл (Керміт) Ходжес — літній детектив, директор мініспілки «Що впало, те пропало». Рятує Піта Сауберса та його сім'ю.

- Холлі Ґібні — напарниця Ходжеса, має нервові проблеми, допомагає Ходжесу знайти Халідея та Белламі.

- Пітер Сауберс — хлопчик який знаходить скриню з рукописами Ротсайна і 20 000 $. Грошима допомагає сім'ї. Рукописи хотів продати на школу сестрі але Халідей його шантажує, а потім Белламі намагаєттся його вбити. Де у всіх поєдинках виходить живий.

- Лінда Сауберс — мати Піта та Тіни, получає кульове поранення у голову але одужує.

- Том Сауберс — батько Піта й Тіни, жертва трагедії після Брейді Гартсфілда.

- Тіна Сауберс — сестра Піта, через Барбару розповіла про проблеми брата детективові.

- Морріс Белламі — вбивця Джона Ротсайна, Ендрю Халлідея, Френка Дода, Кертіса Роджерса, намагається після в'язниці повернути записники але зазнає поразки.

- Ендрю Халідей — власник приватної книгарні, давній приятель Белламі, після відвідин Піта, шантажує хлопчика але його вбиває Морріс.

- Чак Роберсон — допомагає Моррісу виявити чи пуста скриня.

- Френк Дод — напарник Морріса по вбивстві Ротсайна, убитий все ж таки збожеволілим фанатом.

- Кертіс Роджерс — напарник Дода й Белламі теж убитий ним же.

- Джон Ротсайн — відлюдкуватий відомий письменник якого пристрелює Морріс.

## Анотація до українського видання
В останній день свого життя легендарний письменник прокинувся від дотику револьвера. Збожеволілий фанат Морріс вбиває свого кумира, прихопивши записники письменника з новим романом. Морріс встигає лише сховати їх, перш ніж потрапити у в'язницю…
Десятиліття по тому записники знаходить Піт. Тепер йому загрожує смертельна небезпека! Детектив Ходжес мусить урятувати Піта від шаленого Морріса, який вийшов на волю…

## Український переклад
Книга Стівена Кінга «Що впало, те пропало» випустило видавництво «Клуб сімейного дозвілля» у вересні 2015, переклад здійснив Віталій Михалюк. Одночасно з паперовою версією книги було випущено версію для електронних книг